# Anders Olsson

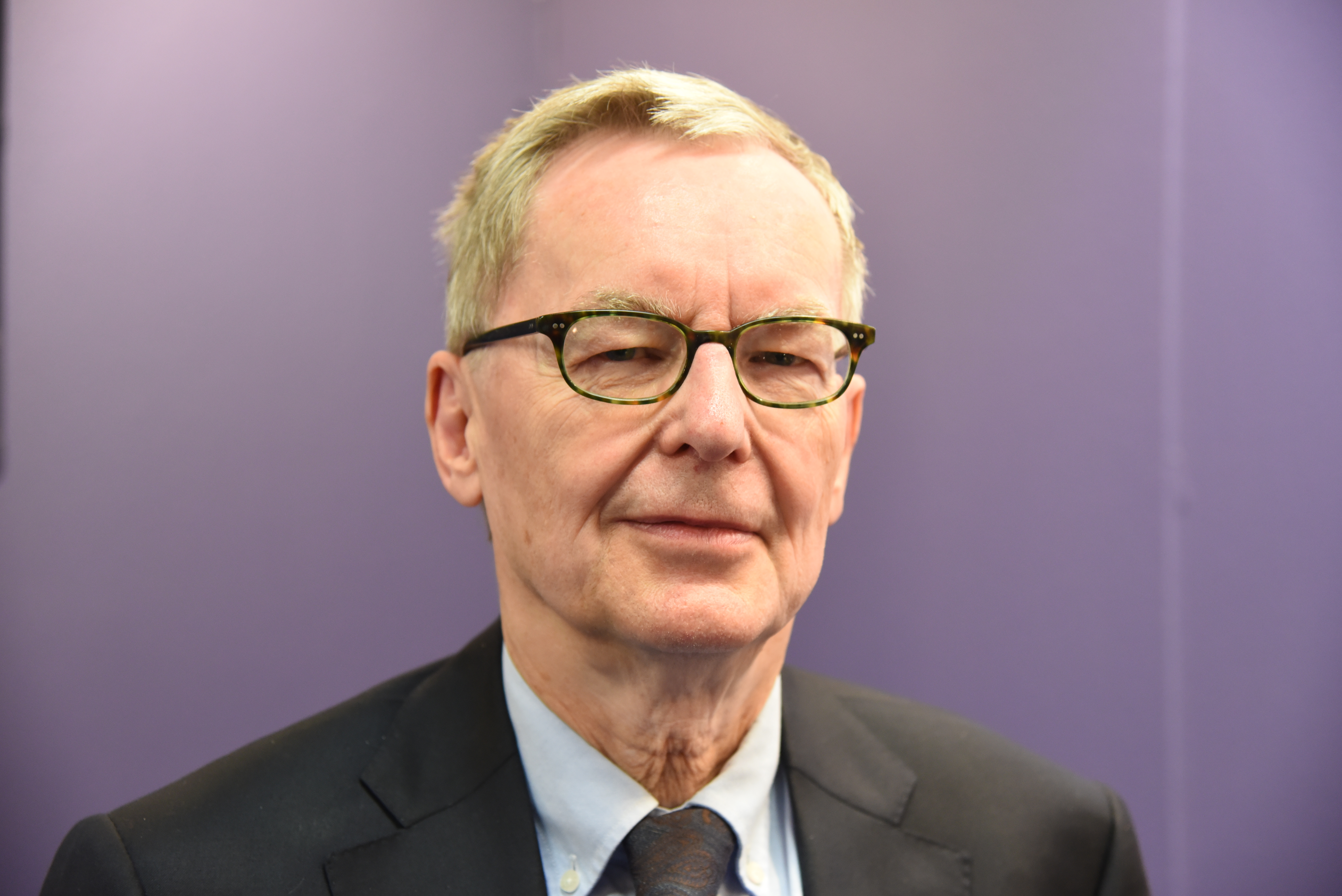
Anders Olsson.

Anders Olsson (nacido el 19 de junio de 1949), escritor sueco, miembro de la Academia Sueca desde 2008. 
Ha escrito unos 15 libros sobre poesía e historia de la literatura. Su tesis doctoral sobre el poeta y ensayista sueco Gunnar Ekelöf fue publicada en 1983. Se desempeña como profesor de literatura en la Universidad de Estocolmo. 
El 22 de febrero de 2008, fue elegido por voto secreto para suceder como titular del sillón número 4 de la Academia Sueca al poeta y escritor Lars Forsell, fallecido en 2007. Tomó posesión del cargo en la asamblea de los 18 miembros del 20 de diciembre de 2008.